# Page Avenue: Ten Years and Counting
Page Avenue: Ten Years and Counting è il quinto album in studio del gruppo musicale statunitense Story of the Year, pubblicato l'8 ottobre 2013.
L'album nasce dal desiderio della band di St. Louis di celebrare il decimo anniversario del loro album di maggior successo Page Avenue. La band si mette al lavoro e annuncia che, durante il "Page Avenue World Tour", sarà distribuita una rivisitazione acustica dell'album.

Così viene riportato nel sito della band: 
(Story of the Year)

## Tracce
1. And the Hero Will Drown (10 Year Version) – 3:17
2. Until the Day I Die (10 Year Version) – 4:03
3. Anthem of Our Dying Day (10 Year Version) – 3:22
4. In the Shadows (10 Year Version) – 3:13
5. Dive Right In (10 Year Version) – 3:05
6. Swallow the Knife (10 Year Version) – 3:42
7. Page Avenue (10 Year Version) – 3:34
8. Sidewalks (10 Year Version) – 3:24
9. Divide and Conquer (10 Year Version) – 3:06
10. Razorblades (10 Year Version) – 4:07

## Formazione
- Dan Marsala – voce
- Ryan Phillips – chitarra e solista
- Philip Sneed – chitarra acustica e classica, piano e cori
- Adam Russell – basso e cori
- Josh Wills – batteria e percussioni